# 岩山 (国後島)
岩山（いわやま）は日本の国後島にある火山。北側にはルルイ岳がある。

## 構造
岩山の標高1,189メートルのなだらかな構造である。山頂火口内の凹地は平坦であり、標高は950メートルほどである。火口内は厚さ100メートルから150メートルの堆積物が層状に重なっている。
岩山の南部は火山性堆積物によって覆われている。南斜面の一部は氷河によって大きく浸食されており、第三紀の地層が露出している。南東斜面にある広い氷河の谷には火砕丘があり、全長4キロメートルの溶岩流が流れた痕跡がある。
岩山の北麓の丘陵は、厚さ1,000メートルの堆積物で覆われている。

## 地名
ロシア名はスミルノフ火山 (Вулкан Смирнова)。ロシアの地質学者セルゲイ・スミルノフにちなんで名づけられた。